# 3-й меридіан східної довготи
3-й меридіан східної довготи — лінія довготи, що лежить на 3 градуси східніше Гринвіцького меридіана. Вона проходить від Північного полюса через Північний Льодовитий океан, Атлантичний океан, Європу, Африку, Південний океан та Антарктиду до Південного полюса.
3-й меридіан східної довготи формує велике коло разом із 177-мим меридіаном західної довготи.

## Список географічних об'єктів, що перетинає 3° сх. д.
Починаючи на Північному полюсі та рухаючись до Південного полюса, 3-й меридіан східної довготи проходить через:
| Координати                                               | Країна, територія або море | Примітки                                                |
| -------------------------------------------------------- | -------------------------- | ------------------------------------------------------- |
| 90°0′ пн. ш. 3°0′ сх. д. / 90.000° пн. ш. 3.000° сх. д.  | Північний Льодовитий океан |                                                         |
| 81°29′ пн. ш. 3°0′ сх. д. / 81.483° пн. ш. 3.000° сх. д. | Атлантичний океан          |                                                         |
| 61°0′ пн. ш. 3°0′ сх. д. / 61.000° пн. ш. 3.000° сх. д.  | Північне море              |                                                         |
| 51°16′ пн. ш. 3°0′ сх. д. / 51.267° пн. ш. 3.000° сх. д. | Бельгія                    |                                                         |
| 50°46′ пн. ш. 3°0′ сх. д. / 50.767° пн. ш. 3.000° сх. д. | Франція                    | Проходить західніше Лілля та через Нарбонн              |
| 42°29′ пн. ш. 3°0′ сх. д. / 42.483° пн. ш. 3.000° сх. д. | Іспанія                    |                                                         |
| 41°46′ пн. ш. 3°0′ сх. д. / 41.767° пн. ш. 3.000° сх. д. | Середземне море            |                                                         |
| 39°55′ пн. ш. 3°0′ сх. д. / 39.917° пн. ш. 3.000° сх. д. | Іспанія                    | Проходить через острів Майорка                          |
| 39°18′ пн. ш. 3°0′ сх. д. / 39.300° пн. ш. 3.000° сх. д. | Середземне море            | Проходить східніше острова Кабрера[en], Іспанія         |
| 36°49′ пн. ш. 3°0′ сх. д. / 36.817° пн. ш. 3.000° сх. д. | Алжир                      | Проходить західніше Алжира                              |
| 19°56′ пн. ш. 3°0′ сх. д. / 19.933° пн. ш. 3.000° сх. д. | Малі                       |                                                         |
| 15°21′ пн. ш. 3°0′ сх. д. / 15.350° пн. ш. 3.000° сх. д. | Нігер                      |                                                         |
| 12°16′ пн. ш. 3°0′ сх. д. / 12.267° пн. ш. 3.000° сх. д. | Бенін                      |                                                         |
| 9°4′ пн. ш. 3°0′ сх. д. / 9.067° пн. ш. 3.000° сх. д.    | Нігерія                    |                                                         |
| 6°24′ пн. ш. 3°0′ сх. д. / 6.400° пн. ш. 3.000° сх. д.   | Атлантичний океан          | Проходить західніше острова Буве, Норвегія              |
| 60°0′ пд. ш. 3°0′ сх. д. / 60.000° пд. ш. 3.000° сх. д.  | Південний океан            |                                                         |
| 69°57′ пд. ш. 3°0′ сх. д. / 69.950° пд. ш. 3.000° сх. д. | Антарктида                 | Проходить через Землю Королеви Мод (претендує Норвегія) |